# Anaktorio
Anaktorio (griechisch Ανακτόριο (n. sg.)) ist der größte Gemeindebezirk der 2011 gebildeten griechischen Gemeinde Aktio-Vonitsa um die Kleinstadt Vonitsa (Βόνιτσα, alter Name Bounitza oder Bounitsa oder Bonditza), die mit 4916 Einwohnern den Gemeindesitz bildet. Unter der Eigenbezeichnung Vonitsa-Anaktorio bestand von 1997 bis 2010 eine eigenständige Gemeinde in der Präfektur Ätolien-Akarnanien, deren offizielle Bezeichnung bereits Anaktorio lautete und der antiken korinthischen Stadtgründung auf dem Gebiet der heutigen Gemeinde entlehnt war; eine moderne Siedlung mit dem Namen Anaktorio gibt es aber in dem Gebiet nicht.

## Geographie
Das Gebiet Anaktorios liegt an der Südküste des ambrakischen Golfs und umfasst die nordwestliche Region des Regionalbezirks Ätolien-Akarnanien. Der Westen des Gemeindebezirks bildet die Küste des Ionischen Meeres. Der nordwestlichste Ausläufer Anaktorios, die Halbinsel Aktio (Actium), bildet die südliche Begrenzung der Meerenge von Preveza bzw. Meerenge von Aktio (Actium). Preveza liegt nördlich der knapp 725 m weiten Meerenge, welcher den Ambrakischen Golf mit dem Ionischen Meer verbindet. Auf der Halbinsel Aktio (Actium) finden sich mehrere Seen. Zu diesen gehören der große und kleine Saltini-See sowie der Voulkaria-See. Das südliche Gebiet ist dominiert von den Ausläufern der akarnanischen Berge (Ori Akarnanias). Die Küstenregion zum ambrakischen Golf, gleichzeitig die Nordgrenze des Gemeindebezirks, ist vorwiegend Marschland. Südwestlich und südlich grenzt das Gebiet an den Gemeindebezirk Paleros, südöstlich an den Gemeindebezirk Medeona.

## Geschichte

Gefechtsordnung der Seeschlacht bei Actium am 2. September 31 v. Chr. mit den antiken Siedlungen Anactorium (Anaktorion) und Actium (Aktion) auf dem Gebiet Anaktorions

Die mit Quellen belegte Besiedlung des Gebiets begann in der Antike. Die griechische Polis Korinth gründete 630 v. Chr. in der Landschaft Akarnanien eine Kolonie, die Polis Anaktorion. Anaktorion verlor an Bedeutung, als die Römer nördlich des heutigen Preveza an der Nordküste des ambrakischen Golfes die Stadt Nikopolis gründeten. Die Bewohner von Anaktorion wurden wie die anderer Siedlungen in Akarnanien aufgefordert nach Nikopolis überzusiedeln.
Ebenfalls auf dem Gebiet des heutigen Gemeindebezirks lag die antike Hafenstadt Actium an der Spitze der gleichnamigen Halbinsel. Am 2. September 31 v. Chr. fand vor der Küste des Gebietes bei Aktion (Actium) im Ionischen Meer die See-Schlacht bei Actium statt, aus der Octavian (späterer römischer Kaiser Augustus) als Sieger gegen Marcus Antonius und Kleopatra hervorging. Auf dem Gebiet von Aktion befand sich ab dem 5. Jahrhundert v. Chr. ein Heiligtum der Bewohner Akarnaniens: der Apollo-Tempel Aktion. Dieser wurde von den Bewohnern der Stadt Anaktorion erbaut und diente der gesamten Bevölkerung Akarnaniens als Heiligtum. Der Tempel wurde teils durch ein Erdbeben, teils durch Abrutschen in das Ionische Meer zerstört; Überreste sind in der Gegenwart im archäologischen Museum von Preveza zu besichtigen.
Teil des späteren Gemeindegebiets war außerdem die akarnanische Siedlung Thyrion. Die Stadtmauern um Thyrion sollen einen Umfang von 9914 Metern gehabt haben.
In der Zeit der Herrschaft des byzantinischen Reichs (395 n. Chr. bis 15. Jahrhundert mit Unterbrechungen) entstand die Siedlung unter dem heutigen Namen Vonitsa neu. 1081 erobern die Normannen unter Robert Guiscard den Ort und verwüsten ihn. Nach der Zerschlagung des byzantinischen Reiches durch die Eroberung von Konstantinopel im Jahr 1204 fiel Vonitsa im Lateinischen Kaiserreich an das Despotat Epirus. In der zweiten Hälfte des 13. Jahrhunderts griffen Truppen des Kaiserreichs Nicäa Vonitsa an und belagerten die Stadt. Im August 1294 fiel Vonitsa durch Heirat in den Machtbereich von Philipp I. von Tarent. Eine Eroberung der Stadt unterblieb aber bis 1305, als die neapolitanische Angevin-Herrschaft über Vonitsa begann. In der Folgezeit wurde Vonitsa von Thessalien angegriffen, aber nicht erobert. 1305 eroberte Charles II. von Anjou Vonitsa für die Angevin-Familie. 1314 fiel Vonitsa an das Despotat Epirus zurück. 1331 befand sich Vonitsa unter der Herrschaft der Orsini als Herrscher des Despotats Epirus und ging Orsini nach einem Angriff von Walter VI. von Brienne verloren. Johannes I. Orsini erkannte die Oberhoheit von Walter VI. von Brienne an und erhielt damit Vonitsa, obwohl zunächst militärisch verloren, wieder zurück.
Vonitsa verblieb unter der Herrschaft von Walter VI. von Brienne und dessen Nachfolger, Jean d’Enghien bis 1373. 1362 eroberte Leonardo I. Tocco Vonitsa. Im April 1378 eroberten Ritter aus dem Fürstentum Achaia Vonitsa für dieses von Carlo I. Tocco, welcher die Stadt kampflos übergab. 1380 fiel Vonitsa wieder an Carlo I. Tocco zurück. 1479 eroberte das Osmanische Reich Vonitsa. Vonitsa wurde im 18. Jahrhundert im Venezianisch-Österreichischen Türkenkrieg von den Venezianern zurückerobert. Unter venezianischer Herrschaft wurde Vonitsa in drei Quartiere aufgeteilt: Recinto, Borgo und Boccale. Das Quartier Recinto umfasste dabei die venezianische Burg. Im Frieden von Campo Formio von 1797 wurde Vonitsa kurzzeitig französischer Besitz unter Napoleon Bonaparte zusammen mit den Ionischen Inseln, Preveza und Parga. Am 3. Januar 1799 verständigten sich Russland und das Osmanische Reich auf einen Vertrag, mit welchem die französischen Besitzungen der Ionischen Inseln und in Epirus und Ätolien-Akarnanien dem osmanischen Reich zugesprochen werden. Im März 1799 gelang einer russisch-türkischen Flotte die Eroberung der Ionischen Inseln. Vonitsa fiel damit wie die anderen französischen Festlandsbesitzungen an das osmanische Reich. Ali Pascha Tepelena besetzte die französischen Besitzungen an der heutigen griechischen Westküste, darunter auch Vonitsa, sofort nach der Eroberung der Ionischen Inseln. Diese verblieben im Gegensatz zu den französischen Festlandsbesitztümern unter Oberhoheit des Osmanischen Reiches selbstständig als Republik.
Nach dem Ende des griechischen Unabhängigkeitskrieges 1829 wurde Vonitsa de facto und nach dem Londoner Protokoll von 1832 de jure Teil des Königreichs Griechenland. Am 4. Oktober 1862 revoltierte von Vonitsa aus General Dimitrios Grivas mit aufständischen Truppen gegen den damaligen griechischen König bayrischer Abstammung, Otto. Nach anderen Quellen war der Vater von General Dimitrios Grivas, Theodor Grivas, der Anführer der Revolte gegen den griechischen König Otto.
In der Besetzungszeit Griechenlands im Zweiten Weltkrieg befand sich in Vonitsa ein Gefängnis, in welchem politische Gefangene von der griechischen Kollaborationsregierung gefangen gehalten wurden.
Vonitsa und seine Umgebung wurden am 23. März 1983 von einem schweren Erdbeben mit der Stärke von 6,0 auf der Richterskala erschüttert, welches sieben Verletzte und 160 beschädigte Bauten in und um Vonitsa zur Folge hatte.

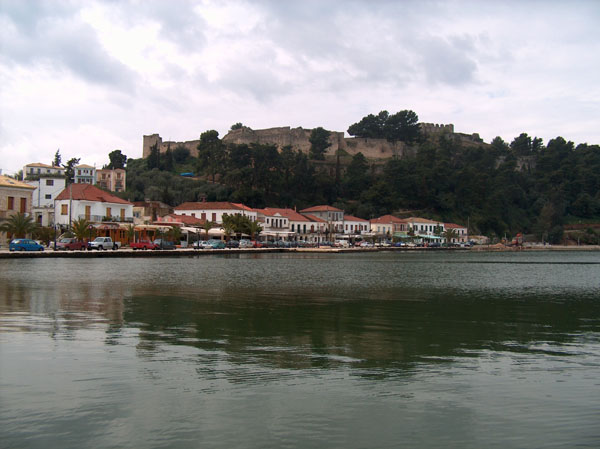
Ansicht der Kleinstadt Vonitsa vom Ambrakischen Golf aus

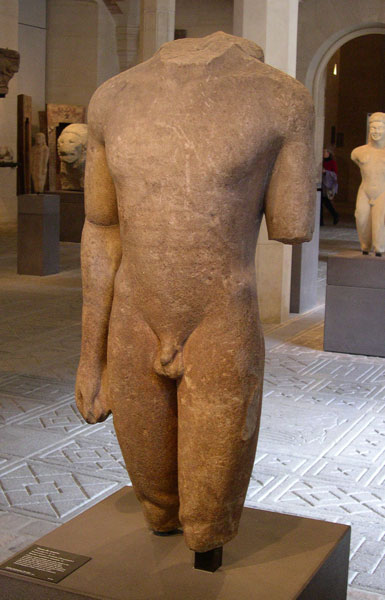
Kouros aus der antiken Siedlung Aktio, Ca. 550 v. Chr.

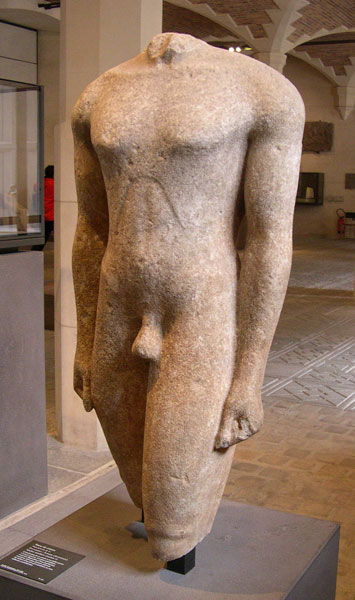
Kouros aus der antiken Siedlung Aktio, Ca. 570 v. Chr.

## Gliederung und Einwohnerentwicklung
Bis zur griechischen Kommunalverwaltungsreform 1997 war Vonitsa Verwaltungssitz der Provinz (eparchia) Vonitsa ke Xiromerou, die etwa dem Gebiet der heutigen Gemeinden Aktio-Vonitsa und Xiromero entspricht. Die damalige Gemeinde Vonitsa und fünf Landgemeinden, die damals zur Gemeinde Anaktorio vereint wurden, bilden heute sechs lokale Gebietskörperschaften, die eigene Vertretungen wählen.
| Dimotiki Kinotita                    | griechischer Name                                        | Code     | Fläche (km²) | Einwohner 2001 | Einwohner 2011 | Einwohner 2021 | Dörfer und Siedlungen            |
| ------------------------------------ | -------------------------------------------------------- | -------- | ------------ | -------------- | -------------- | -------------- | -------------------------------- |
| Vonitsa                              | Δημοτική Κοινότητα Βόνιτσας                              | 38030101 | 69,514       | 4081           | 4703           | 4264           | Vonitsa, Aktio, Nea Kamarina     |
| Agios Nikolaos Vonitsis ke Xiromerou | Δημοτική Κοινότητα Αγίου Νικολάου Βονίτσης και Ξηρομέρου | 38030102 | 29,223       | 0830           | 0878           | 0572           | Agios Nikolaos, Ai Giannis       |
| Drymos                               | Δημοτική Κοινότητα Δρυμού                                | 38030103 | 15,440       | 0622           | 0497           | 0419           | Drymos, Petra                    |
| Thyrio                               | Δημοτική Κοινότητα Θυρίου                                | 38030104 | 44,263       | 0859           | 0753           | 0579           | Thyrio, Gourgouvli               |
| Monastiraki                          | Δημοτική Κοινότητα Μοναστηρακίου                         | 38030105 | 49,788       | 1425           | 1314           | 1179           | Monastiraki, Korpi               |
| Paliambela                           | Δημοτική Κοινότητα Παλιαμπέλων                           | 38030106 | 32,767       | 1013           | 0771           | 0521           | Paliambela, Varko, Volimi, Rouga |
| Gemeindebezirk Anaktorio             | Gemeindebezirk Anaktorio                                 | 380301   | 240,995      | 8830           | 9129           | 7534           |                                  |

## Verkehr
Anaktorio ist gut an das griechische Fernstraßennetz angeschlossen. Die Nationalstraße 42 führt von Amfilochia (Nationalstraße 5, zukünftig Autobahn 5) über Vonitsa zur Insel Lefkada. Von Norden her besteht seit 1996 eine Straßenverbindung nach Preveza durch den Preveza-Aktio-Tunnel, welcher die Meerenge von Preveza unterquert und die Europastraße 55 von Parga und Preveza nach Süden fortsetzt.
Auf der Halbinsel Aktio befindet sich ein großer NATO-Luftwaffenstützpunkt mit der drittlängsten Startbahn in Griechenland (4200 m Länge), welche die Halbinsel von West nach Ost fast vollständig in Beschlag nimmt. Dieser Luftwaffenstützpunkt ist mittlerweile auch für den zivilen nationalen Luftverkehr freigegeben.
Einen Eisenbahnanschluss besitzt Anaktorio nicht.

## Sehenswürdigkeiten
Zu den Sehenswürdigkeiten der Stadt Vonitsa gehört eine sehr gut erhaltene Burg aus venezianischer Herrschaftszeit.